# Laurie Lee
Laurence Edward Alan »Laurie« Lee, MBE, angleški pisatelj, scenarist in pesnik, *26. junij 1914, Stroud, Gloucestershire, † 13. maj 1997, Slad, Gloucestershire.
Lee je zaslovel s svojo avtobiografijo Cider with Rosie, ki jo je napisal leta 1959.